# Banjar (kabupaten)
Banjar (indonez. Kabupaten Banjar) – kabupaten w indonezyjskim Borneo Południowym. Jego ośrodkiem administracyjnym jest Martapura.
Banjar leży od zachodu nad Sungai Barito. W jego północno-wschodniej części leży fragment Parku Narodowego Kayan Mentarang.
W 2010 roku kabupaten ten zamieszkiwało 506 839 osób, z czego 155 083 stanowiła ludność miejska, a 351 756 ludność wiejska. Mężczyzn było 257 320, a kobiet 249 519. Średni wiek wynosił 26,28 lat.
Kabupaten ten dzieli się na 19 kecamatanów:
- Aluh-Aluh
- Aranio
- Astambul
- Beruntung Baru
- Gambut
- Karang Intan
- Kertak Hanyar
- Martapura Barat
- Martapura Kota
- Martapura Timur
- Mataraman
- Paramasan
- Pengaron
- Sambung Makmur
- Simpang Empat
- Sungai Pinang
- Sungai Tabuk
- Tatah Makmur
- Telaga Bauntung